# Vibrante simple velar sonora
La vibrante simple velar sonora es un tipo de sonido consonante, que se informa que ocurre en algunos idiomas hablados. No hay ningún símbolo dedicado para este sonido en el IPA. Como es un sonido muy breve parecido a una g, se puede especificar agregando un signo diacrítico "breve" a la letra de la oclusiva velar sonora, ɡ̆.

## Características
- Su modo de articulación es vibrante simple, lo que significa que se produce con una única contracción de los músculos de manera que un articulador (normalmente la lengua) se lanza contra otro.
- Su punto de articulación es velar , lo que significa que se articula con la parte posterior de la lengua (el dorso) en el paladar blando.
- Su fonación es sonora, lo que significa que las cuerdas vocales vibran durante la articulación.
- Es una consonante oral , lo que significa que el aire puede escapar únicamente por la boca.
- Es una consonante central, lo que significa que se produce dirigiendo la corriente de aire a lo largo del centro de la lengua, en lugar de hacia los lados.
- El mecanismo de la corriente de aire es pulmonar , lo que significa que se articula empujando el aire únicamente con los músculos intercostales y el diafragma , como en la mayoría de los sonidos.

## Ocurre en
| Idioma       | Idioma  | Palabra      | IPA            | Significado | Notas                         |
| ------------ | ------- | ------------ | -------------- | ----------- | ----------------------------- |
| Dàgáárè      | Dàgáárè | pɔgɔ         | [pɔ́ɡ̆ɔ́]         | mujer       | Alófono intervocálico de /ɡ/. |
| Kamkata-viri | kamviri | ṭlak′a ṭlaka | [ʈꞎəˈɡ̆ə ʈꞎəɡ̆ə] | traqueteo   | Alófono intervocálico de /k/. |